# Archboldia
Archboldia is een geslacht van zangvogels uit de familie prieelvogels (Ptilonorhynchidae).

## Soorten
Het geslacht kent de volgende soort:
- Archboldia papuensis – Archbolds prieelvogel
  - Archboldia papuensis sanfordi – Sanfords prieelvogel